# Anhuj
Anhui kiejtéseⓘ (kínai: 安徽, pinjin: Ānhuī, magyar átírás: Anhuj) a Kínai Népköztársaság tartománya. Az ország keleti részén, a Jangce és a Huajho (Huaihe) folyó medencéjében fekszik. Tartományi székhelye és legnagyobb városa Hofej (Hofej).
Az Anhui név a tartomány két délen fekvő városának, Ancsing (Anqing) és Hujcsou (Huizhou) (ma Huangsan (Huangshan)) nevének összevonásából jött létre.

## Történelem
A tartomány területét sokáig nem kormányozták egységesen, részei különböző más közigazgatási egységekhez tartoztak. A Ming-dinasztia uralma idején a birodalmi kormány közvetlen igazgatása alatt állt a szomszédos Csiangszu tartománnyal együtt. A mandzsu Csing-dinasztia hatalomra jutása után ebből a területből először rendes tartományt szervezett, majd 1666-ban ez kettévágták és megszervezték a mai Anhuj és Csiangszu tartományt. Azóta Anhuj tartomány határai lényegében változatlanok.

## Közigazgatás
Anhuj (Anhui) tartomány 17 prefektúrai szintű városra van felosztva:
- Hofej (Hofej) (egyszerűsített kínai: 合肥市, pinjin: Héféi Shì)
- Szucsou (Suzhou) (宿州市 Sùzhōu Shì)
- Huajpej (Huaibei) (淮北市 Huáiběi Shì)
- Fujang (Fuyang) (阜阳市 Fǔyáng Shì)
- Pocsou (Bozhou) (亳州市 Bózhōu Shì)
- Pengpu (Bengbu) (蚌埠市 Bèngbù Shì)
- Huajnan (Huainan) (淮南市 Huáinán Shì)
- Csucsou (Chuzhou) (滁州市 Chúzhōu Shì)
- Ma'ansan (Ma'anshan) (马鞍山市 Mǎ'ānshān Shì)
- Vuhu (Wuhu) (芜湖市 Wúhú Shì)
- Tungling (Tongling) (铜陵市 Tónglíng Shì)
- Ancsing (Anqing) (安庆市 Ānqìng Shì)
- Huangsan (Huangshan) (黄山市 Huángshān Shì)
- Lu'an (六安市 Lù'ān Shì)
- Csaohu (Chaohu) (巢湖市 Cháohú Shì)
- Csicsou (Chizhou) (池州市 Chízhōu Shì)
- Hszüancseng (Xuancheng) (宣城市 Xuānchéng Shì)

## Népesség
| Lakosok száma | 59 500 510 | 60 300 000 | 61 027 171 |
|               | 2010       | 2012       | 2020       |